# Charlotte z Hesji-Darmstadt
Charlotte Wilhelmine z Hesji-Darmstadt (ur. 5 listopada 1755 w Darmstadt, zm. 12 grudnia 1785 w Hanowerze) – księżniczka Hesji-Darmstadt, przez małżeństwo księżna Meklemburgii-Strelitz.

## Życiorys
Charlotte była córką księcia Jerzego Wilhelma z Hesji-Darmstadt (1722–1782) i Marii Luizy Albertyny z Leiningen-Dagsburga-Falkenburga (1729–1818), córki hrabiego Christiana Karla Reinharda (Leiningen-Dagsburg-Falkenburg).
Była zaręczona z dziedzicem, księciem Piotrem Fryderykiem Wilhelmem z Oldenburga, jednak zaręczyny unieważniono ze względu na chorobę psychiczną wybranka.
Charlotte wyszła za mąż 28 września 1784 w Darmstadt za późniejszego księcia Karola II Meklemburskiego, który był wcześniej mężem jej starszej siostry, Fryderyki. Była ona ciotką i macochą dla piątki dzieci jej siostry, które przeżyły poród.
Para mieszkała w Hanowerze, gdzie Karol był gubernatorem w imieniu króla Jerzego. Charlotte zmarła po urodzeniu ich jedynego dziecka, rok po ślubie. Karol z tego powodu zakończył służbę i przeprowadził się z dziećmi do swojej teściowej w Darmstadt. Księżna Charlotte była od 1782 wdową i zajęła się opieką i wychowaniem swoich wnucząt.
Razem ze swoim mężem i swoją siostrą, pierwszą żoną jej męża, została pochowana w książęcej krypcie domu książęcego Meklemburgii-Strelitz w Mirow.

## Dzieci
- Karol z Meklemburgii(inne języki) (1785–1837), generał i prezydent Pruskiej Rady Państwa, syn Charlotte i Karola.